# ECW Hardcore Heaven
Hardcore Heaven fue un evento de lucha libre profesional producido por la empresa Extreme Championship Wrestling (1997). Desde la edición de 1997, este evento comenzó a ser emitido por pago por visión.

## Resultados

### 1994
Hardcore Heaven 1994 tuvo lugar el 13 de agosto de 1994 desde el ECW Arena en Filadelfia, Pensilvania.
- Hack Meyers derrotó a Rockin' Rebel (4:40)
  - Myers cubrió a Rebel.
- Chad Austin derrotó a Tommy Cairo (4:30)
  - Austin cubrió a Cairo.
- Jason Knight derrotó a Mikey Whipwreck ganando el Campeonato Mundial de la Televisión (12:09)
  - Knight pinned Whipwreck.
- The Tazmaniac & Jimmy Snuka derrotaron a The Pitbulls (#1 & #2) (0:40)
  - Tazmaniac cubrió a Pitbull #1.
- 911 derrotó a Mr. Hughes (3:33)
  - 911 cubrió a Hughes.
- The Sandman derrotó a Tommy Dreamer en un Singapore Cane Match (0:53)
  - Dreamer fue descalificado.
- The Public Enemy (Rocco Rock y Johnny Grunge) derrotaron a Ian Rotten & Axl Rotten reteniendo el Campeonato en Parejas de la ECW (19:09)
  - Rock cubrió a Axl.
- Sabu derrotó a 2 Cold Scorpio (18:28)
  - Sabu cubrió a Scorpio.
- Cactus Jack y Terry Funk terminaron sin resultado (11:00)
  - Después de la lucha, los fanes lanzaron cientos de sillas al ring.

### 1995
Hardcore Heaven 1995 tuvo lugar el 1 de julio de 1995 desde el ECW Arena en Filadelfia, Pensilvania.
- Dudley Dudley & Snot Dudley derrotaron a The Pitbulls (#1 & #2) (6:25)
  - Snot cubrió a Pitbull #2.
- Dino Sendoff & Don E. Allen junto con Chad Austin & Broad Street Bully terminaron sin resultado (2:10)
- Hack Meyers derrotó a Big Malley (7:37)
  - Myers cubrió a Malley.
- 2 Cold Scorpio derrotó a Taz (9:09)
  - Scorpio cubrió a Taz.
- Raven & Stevie Richards derrotaron a Tommy Dreamer & Luna Vachon reteniendo el Campeonato en Parejas de la ECW (7:34)
  - Richards cubrió a Vachon.
- Axl Rotten derrotó a Ian Rotten en un Taipei Death Match (7:10)
  - Axl cubrió a Ian después de un "Big Splash" sobre tachuelas.
- The Sandman derrotó a Cactus Jack reteniendo el Campeonato Peso Pesado de la ECW (13:05)
  - Sandman cubrió a Cactus.
- The Public Enemy (Rocco Rock & Johnny Grunge) derrotaron a The Gangstas (New Jack & Mustafa Saed) (11:33)
  - Rock cubrió a Jack.

### 1996
Hardcore Heaven 1996 tuvo lugar el 22 de junio de 1996 desde el ECW Arena en Filadelfia, Pensilvania.
- Shane Douglas derrotó a Mikey Whipwreck
  - Douglas cubrió a Whipwreck
- JT Smith & Little Guido derrotaron a Buh Buh Ray Dudley & Big Dick Dudley
  - Smith curió a Buh Buh.
- Taz derrotó a Paul Varelans
  - Taz derrotó a Varelans por nocaut.
- Raven derrotó a Terry Gordy reteniendo el Campeonato Mundial Peso Pesado de la ECW
  - Raven cubrió a Gordy.
- Los Campeones en Parejas de la ECW The Eliminators y The Gangstas terminaron sin resultado 
  - Como resultado, The Eliminators retuvieron los campeonatos.
- Axl Rotten & Hack Meyers junto con Samoan Gangsta Party terminaron sin resultado
- Chris Jericho derrotó a Pitbull #2 ganando el Campeonato Mundial de la Televisión
  - Jericho cubrió a #2.
- Tommy Dreamer derrotó a Brian Lee en un Weapons Match
  - Dreamer cubrió a Lee después de un "Dreamer DDT".
- Sabu derrotó a Rob Van Dam (20:33)
  - Sabu cubrió a RVD después de un "Atomic Arabian Facebuster".
  - Después de la lucha, ambos luchadores fueron retirados en camilla.

### 1997
Hardcore Heaven 1997 tuvo lugar el 17 de agosto de 1997 desde el War Memorial Auditorium en Fort Lauderdale, Florida.
- Taz derrotó a Chris Candido reteniendo el Campeonato Mundial de la Televisión (10:52)
  - Taz forzó a Candido a rendirse con la "Tazmission".
- Bam Bam Bigelow derrotó a Spike Dudley (5:05)
  - Bigelow cubrió a Dudley después de una "Bigelowsault".
- Rob Van Dam (w/Bill Alfonso) derrotó a Al Snow en un Monday Night Rules Match (13:43)
  - Van Dam cubrió a Snow después de una "Van Daminator".
- The Dudley Boyz (Buh Buh Ray & D-Von) (w/Jenna Jameson, Joel Gertner, Sign Guy Dudley y Big Dick Dudley) derrotaron a The Gangstas (New Jack & Mustafa Saed) ganando el Campeonato en Parejas de la ECW (0:00)
  - The Dudleyz ganaron por abandono.
- The Dudley Boyz (Buh Buh Ray & D-Von) derrotaron a PG-13 (J.C. Ice & Wolfie D) reteniendo el Campeonato en Parejas de la ECW (10:58)
  - Buh Buh Ray cubrió a Wolfie D después de un "3D".
- Tommy Dreamer (w/Beulah McGillicutty) derrotó a Jerry Lawler (18:57)
  - Dreamer cubrió a Lawler después de un "Dreamer DDT".
  - Rick Rude, Jake Roberts y Tammy Lynn Sytch interfirieron durante el combate.
- Shane Douglas (w/Francine) derrotó a Sabu (c) (w/Bill Alfonso) y Terry Funk en una Three-Way Dance ganando el Campeonato Mundial Peso Pesado de la ECW (26:37)
  - Douglas y Funk cubrieron a Sabu simultáneamente después de que The Sandman lo golpeara con una escalera. (19:34)
  - Douglas cubrió a Funk con un "Roll-Up". (26:37)

### 1999
Hardcore Heaven 1999 tuvo lugar el 16 de mayo de 1999 desde el Mid-Hudson Civic Center en Poughkeepsie, New York.
- Dark match: Skull Von Krush derrotó a Danny Doring
  - Von Krush cubrió a Doring.
- Taz derrotó a Chris Candido reteniendo el Campeonato Mundial Peso Pesado de la ECW (1:10)
  - Taz forzó a Candido a rendirse con la "Tazmission".
- The Dudley Boyz (Buh Buh Ray & D-Von) derrotaron a Balls Mahoney & Spike Dudley reteniendo el Campeonato en Parejas de la ECW (7:48)
  - D-Von cubrió a Mahoney después de un "3D".
- Super Crazy derrotó a TAKA Michinoku (8:28)
  - Crazy cubrió a Michinoku.
- Yoshihiro Tajiri derrotó a Little Guido (11:06)
  - Tajiri cubrió a Guido después de un "Brainbuster".
- Lance Storm (w/Dawn Marie) derrotó a Tommy Dreamer (w/Francine) (13:40)
  - Storm cubrió a Dreamer.
- Rob Van Dam (w/Bill Alfonso) derrotó a Jerry Lynn en un No Time Limit Match reteniendo el Campeonato Mundial de la Televisión (26:57)
  - Van Dam cubrió a Lynn después de una "Five-Star Frog Splash".
- Sid Vicious y Justin Credible terminaron sin resultado (2:01)
- Taz derrotó a Buh Buh Ray Dudley en un Falls Count Anywhere Match reteniendo el Campeonato Mundial Peso Pesado de la ECW (12:17)
  - Taz forzó a Dudley a rendirse con la "Tazmission".

### 2000
Hardcore Heaven 2000 tuvo lugar el 14 de mayo de 2000 desde el The Rave en Milwaukee, Wisconsin.
- Masato Tanaka derrotó a Balls Mahoney (9:14)
  - Tanaka cubrió a Mahoney después de un "Roaring Elbow".
- Little Guido (w/Sal E. Graziano) derrotó a Mikey Whipwreck (w/The Sinister Minister) y Simond Diamond en una Three-Way Dance (7:08)
  - Whipwreck cubrió a Diamond después de un "Whippersnapper". (5:34)
  - Guido cubrió a Whipwreck después de un "Sicillian Drop". (7:08)
- Kid Kash derrotó a C. W. Anderson (w/Lou E. Dangerously) (6:00)
  - Kash cubrió a Anderson con un "Hurricanrana".
- Super Nova & Chris Chetti derrotó a Da Baldies (Angel & Tony DeVito), y a Danny Doring & Amish Roadkill en una Three-Way Dance (6:35)
  - Angel cubrió a Doring. (4:16)
  - Nova y Chetti cubrieron a DeVito después de un "Tidal Wave". (6:35)
- New Jack derrotó a Angel (w/Vic Grimes y Tony DeVito) (6:50)
  - New Jack cubrió a Angel después de un silletazo desde la tercera cuerda.
- Yoshihiro Tajiri derrotó a Steve Corino (10:25)
  - Tajiri cubrió a Corino después de un "Brainbuster" a través de una mesa.
- Rhino derrotó a The Sandman reteniendo el Campeonato Mundial de la Televisión (6:23)
  - Rhino cubrió a Sandman después de un "Gore" a través de una mesa.
- Jerry Lynn derrotó a Rob Van Dam (w/Bill Alfonso) (19:50)
  - Lynn cubrió a Van Dam después de una "Cradle Piledriver" sobre una silla.
- Justin Credible (w/Francine) derrotó a Lance Storm (w/Dawn Marie) reteniendo el Campeonato Mundial Peso Pesado de la ECW (12:29)
  - Credible cubrió a Storm después de un "That's Incredible!".
  - Originalmente esta lucha era una Three Way Dance con Tommy Dreamer incluido, pero fue retirado del combate por lesión.
  - Después de la lucha, Dreamer acudió a atacar a Credible y Francine.